# Добрин Спасов
Добрин Спасов Илиев е български философ, научен и политически деец, член-кореспондент на Българската академия на науките, професор, доктор на философските науки. Той е сред най-големите български учени в областта на логиката и философията на историята. Неговите трудове са превеждани в чужбина и широко цитирани в научната литература.

## Биография
Роден е в Берковица през 1926 г. Завършва философия във Философския факултет на Софийския университет през 1950 г.
Проф. Спасов посвещава живота си на своята Алма матер. От 1951 г. е асистент, през 1961 г. е избран за доцент, а през 1972 г. става професор. Бил е ръководител на катедра, заместник-декан на Философския факултет, председател на Специализирания научен съвет по философия при ВАК, както и главен редактор на списание „Философска мисъл“. През 1984 г. е избран за член-кореспондент на БАН.
Научните интереси на проф. Спасов са в областта на логиката, гносеологията, историята на философията и съвременната философия. Автор е на редица монографии, учебници и др.
Той е бил дългогодишен член на Националния съвет на БСП.
Умира на 17 септември 2010 г.